# Delfim Gomes
Delfim Jorge Esteves Gomes (Bragança, 1 de janeiro de 1962) é um bispo católico português, Bispo auxiliar da Arquidiocese de Braga a 7 de Outubro de 2022. Foi-lhe conferido o título de Bispo Titular de Dume, uma antiga Diocese localizada perto de Braga.

## Vida
O Padre Delfim Jorge Esteves Gomes nasceu a 1 de janeiro de 1962, em Bragança.
Fez a sua formação teológica no Porto e em Bragança. Foi ordenado sacerdote a 3 de setembro de 1989 por D. António José Rafael.
Docente do 2.º, 3.º ciclo e ensino secundário profissionalizou-se, em 1994, pela Faculdade de Teologia do Porto (Universidade Católica Portuguesa). Em 1997 tornou-se professor do Quadro de Nomeação definitiva da Escola EB 2,3 S de Vila Flor.
Concluiu em 2014, o mestrado integrado em Teologia com a tese: «Pobreza e Relações Humanas / Contributos para superar a pobreza, a partir da mudança de relações».
É Pároco na Unidade Pastoral Senhora da Assunção, no concelho de Vila Flor, na diocese de Bragança-Miranda, desde 20 de setembro de 1992.
Membro ativo do presbitério da Diocese de Bragança-Miranda, o sacerdote tem exercido vários ofícios. Foi Pároco da Paróquia Escolar, vice-reitor e responsável pela formação integral do Seminário diocesano de S. José, arcipreste de Vila Flor, provedor suplente e conselheiro da Fundação “Mensageiro de Bragança”, assessor da Vigararia Episcopal da Pastoral, presidente da Comissão de Arte Sacra e Presidente da Comissão para a Administração dos Bens Eclesiásticos.
Foi vigário episcopal para o clero nos últimos 11 anos.
Atualmente é delegado do clero, diretor do Secretariado diocesano do Ensino de Educação Moral e Religiosa Católica (EMRC).
De 2016 a 2022 foi membro da equipa nacional de apoio à EMRC. Entre 2019 e 2022 foi Arcipreste de Moncorvo.
É reitor do Santuário Diocesano de Nossa Senhora da Assunção, vice-presidente do Instituto Diocesano do Clero e membro do Colégio de Consultores.
Antes da sua entrada no Seminário, Delfim Gomes foi Presidente da Associação de Estudantes da Escola Emídio Garcia, membro da direção da Casa da Cultura de Bragança, animador sociocultural do FAOJ, fundador e presidente da Federação das Associações de Estudantes do Distrito de Bragança.
Na década de 1980 fundou o Movimento de Universitários de Bragança e a Associação de Estudantes da Faculdade de Teologia da Universidade Católica Portuguesa, da qual também foi Presidente da Mesa da Assembleia Geral.
Na área social fundou o Centro Social Paroquial de S. Bartolomeu, em Vila Flor e foi membro, durante vários triénios, das Mesas das Assembleias Gerais das Misericórdias de Vila Flor e de Bragança, bem como da União das Instituições Particulares de Solidariedade Social do distrito de Bragança.
Responsável pela equipa do Projecto de Luta Contra a Pobreza “Vila Flor Solidária”, Delfim Gomes foi, ainda, Presidente do Comité Director do Projecto de Luta Contra a Pobreza, coordenador distrital do Projeto Vida, Coordenador do Instituto Português da Droga e Toxicodependência no distrito de Bragança.

### Bispo auxiliar
Em 7 de outubro de 2022 o Papa Francisco nomeou-o Bispo auxiliar de Braga.